# Who Made Who
《Who Made Who》는 1986년 5월 24일, 스티븐 킹 영화 《맥시멈 오버드라이브》의 사운드트랙으로 발매된 오스트레일리아의 하드 록 밴드 AC/DC의 사운드트랙 음반이다. AC/DC 리마스터즈 시리즈의 일부로 2003년에 다시 발매되었다.

## 가사
〈Who Made Who〉라는 곡은 스티븐 킹 영화 《맥시멈 오버드라이브》를 위해 작곡되었는데, 이 영화에서는 주제가 살아나 사람들을 죽이기 시작하는 기계 주변에 있었다. 이 가사는 인류가 인간을 지배하기 위해 만들어진 기계와 장치들의 아이디어에 따른다. 그것은 아이러니하게도 인간이 그들이 창조한 기술에 종속되게 된다.

## 평가
| 평가 점수                     | 평가 점수 |
| 출처                          | 점수      |
| ----------------------------- | --------- |
| Allmusic                      | [ 4 ]     |
| Christgau's Record Guide      | B         |
| The Rolling Stone Album Guide | [ 6 ]     |

〈Who Made Who〉라는 곡은 영국에서는 16위, 미국에서는 33위에 오르며 이 밴드의 몇 년 만에 가장 성공적인 싱글이 되었다. 이 곡은 또한 《히트 퍼레이더》 잡지의 독자들이 뽑은 1986년 베스트 트랙 2위에 선정되기도 했다. 이에 이어 영국에서는 46위로 정점을 찍은 〈You Shook Me All Night Long〉의 재발매도 발매됐다. 그 음반은 미국에서 5백만 장이나 팔렸다. 《올뮤직》의 스티븐 토마스 얼와인은 "복사 AC/DC 회고전"이라고 부르며 밴드가 "평범한 음반에서 Sink the Pink와 같은 노래들을 구하는 것"이라고 박수를 보낸다.

## 곡 목록
모든 곡들은 특별한 언급이 없는 한 앵거스 영과 맬컴 영 그리고 브라이언 존슨에 의해 작사/작곡하였다.
| #  | 제목                                                | 작사·작곡                   | 재생 시간 |
| -- | --------------------------------------------------- | --------------------------- | --------- |
| 1. | 〈Who Made Who〉                                    |                             | 3:27      |
| 2. | 〈You Shook Me All Night Long〉 (《Back in Black》) |                             | 3:30      |
| 3. | 〈D.T.〉 (기악)                                     | 맬컴 영, 앵거스 영          | 2:53      |
| 4. | 〈Sink the Pink〉 (《Fly on the Wall》)             |                             | 4:13      |
| 5. | 〈Ride On〉 (《Dirty Deeds Done Dirt Cheap》)       | 맬컴 영, 앵거스 영, 본 스콧 | 5:51      |

| #  | 제목                                                                                    | 작사·작곡          | 재생 시간 |
| -- | --------------------------------------------------------------------------------------- | ------------------ | --------- |
| 6. | 〈Hells Bells〉 (《Back in Black》)                                                     |                    | 5:12      |
| 7. | 〈Shake Your Foundations〉 (《Fly on the Wall》)                                        |                    | 3:53      |
| 8. | 〈Chase the Ace〉 (기악)                                                                | 맬컴 영, 앵거스 영 | 3:01      |
| 9. | 〈For Those About to Rock (We Salute You)〉 (《For Those About to Rock We Salute You》) |                    | 5:53      |

## 인증
| 국가                       | 인증        | 판매량/출하량 |
| -------------------------- | ----------- | ------------- |
| 오스트레일리아 (ARIA)      | 5× 플래티넘 | 350,000^      |
| 독일 (BVMI)                | 플래티넘    | 500,000^      |
| 스위스 (IFPI 스위스)       | 골드        | 25,000^       |
| 영국 (BPI)                 | 실버        | 60,000^       |
| 미국 (RIAA)                | 5× 플래티넘 | 5,000,000^    |
| ^출하량을 기반으로 한 인증 |             |               |